# Ballet des Polonais

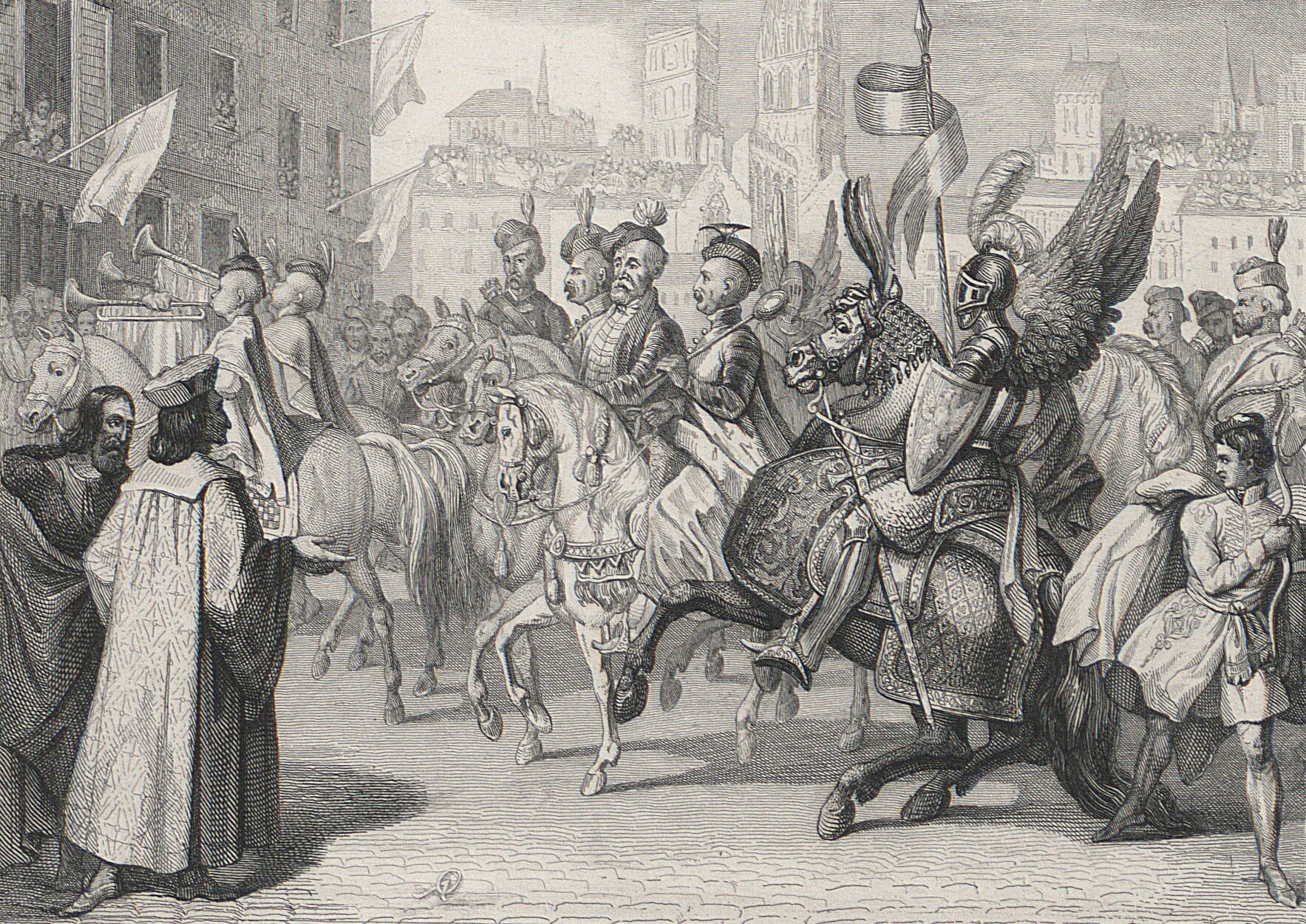
Arrivée des envoyés polonais à Paris.

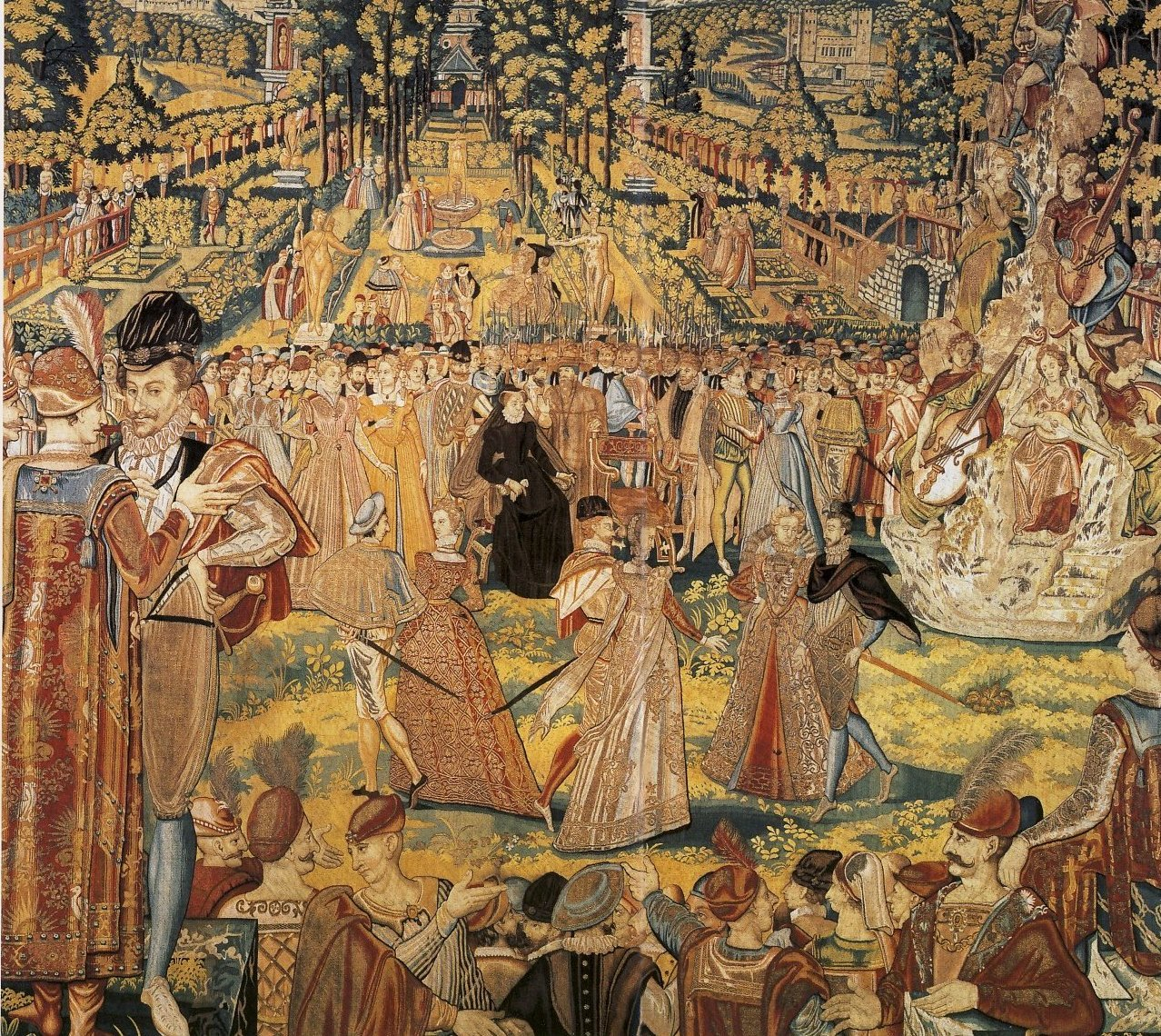
Tapisserie dessinée par Antoine Caron pour célébrer l'événement. Musée des Offices, Florence.

Le Ballet dit des Polonais est un ballet de cour donné à la cour de Charles IX le 19 août 1573, à l'intention des ambassadeurs polonais venus annoncer au duc d'Anjou (futur Henri III) son élection au trône de Pologne.
À cette occasion, Catherine de Médicis fit exécuter au Louvre un somptueux ballet par seize dames de la cour représentant les seize provinces de France. La musique était fournie par un orchestre d'une trentaine de violons. Les ambassadeurs polonais ne parlant pas le français, le livret du spectacle, qui contenait des vers et des explications nécessaires à la compréhension du spectacle, fut rédigé en latin par Jean Dorat.
Le spectacle fut donné après le souper dans une structure temporaire érigée dans le Palais des Tuileries, éclairée par une infinité de flambeaux. Les spectateurs de marque, le roi Charles IX, la reine Catherine, Henri d'Anjou, nouveau roi de Pologne, son frère le duc d'Alençon ainsi que les grands de France et de Pologne étaient assis ou debout sur une estrade au fond de la salle, les autres spectateurs se trouvant de part et d'autre de la salle dans des tribunes. Le ballet débuta avec l'entrée de trois figures allégoriques, la France, la Paix et la Prospérité. Après quoi Silène et quatre satyres poussèrent devant le roi une structure recouverte d'une toile peinte, figurant un rocher sur lequel étaient installées seize dames d'honneur de la reine qui récitèrent des vers en latin avant de descendre sur le parquet de danse où elles évoluèrent au son de la musique en une série de figures géométriques qui excitèrent l'enthousiasme des spectateurs. En conclusion du ballet elles vinrent présenter chacune une plaque d'or qui portait une inscription vantant les produits caractéristiques de chaque province, les agrumes pour la Provence et les hommes d'armes pour la Guyenne.   
La chorégraphie du ballet était de Balthazar de Beaujoyeulx, la musique fut composée par Roland de Lassus et Brantôme en rendit un compte détaillé dans son Recueil des dames (volume VII).